# Ahmad Ben Baso
Ahmad Ben Baso (XII secolo – Siviglia, XII secolo) è stato un architetto spagnolo.
Disegnò importanti edifici in Andalusia il cui stile è inquadrato nell'arte islamica spagnola del periodo almohade.

## Biografia
La sua prima opera documentata risale al 1160. nel 1171 venne incaricato, dal califfo almohade Abu Ya'qub Yusuf I, di costruire il palacio de la Buhayra a Siviglia, che secondo le cronache del tempo era di una bellezza e raffinatezza straordinarie, aveva bellissimi giardini, alberi di grandi dimensioni portate espressamente da Alcor, alberi da frutto e piante aromatiche.
Più tardi eseguì il progetto della moschea di Siviglia, dove lavorarono molti artigiani provenienti dal sud della Spagna e dall'Africa settentrionale. Essa era molto grande, simile all'attuale Grande Moschea di Cordova, dotata di una cupola sopra la miḥrāb e riccamente decorata con ebano, oro, avorio e legno di sandalo. Oggi rimane solo il patio delle abluzioni (Patio de los Naranjos) e alcuni resti molto modificati vicini a la Puerta del Perdón, il tutto integrato nel complesso della Cattedrale di Siviglia.
Egli fu anche colui che iniziò la costruzione, nel 1184, della torre minareto della moschea, in seguito chiamata Giralda, per la quale dovette risolvere vari problemi e  difficoltà prima di porre le fondamenta e costruire una serie di rampe che l'accesso ai cavalli.
La data esatta della sua morte non è nota, anche se si ritiene che debba essere avvenuta prima del 1188, perché in quell'anno i lavori della moschea non erano più sotto la sua direzione.